# راسيل بيكر
راسيل بيكر (بالإنجليزية: Russ Baker)‏ هو صحفي أمريكي، ولد في 1958.